# David Dai Bradley
Pour les articles homonymes, voir Bradley.
Cet article possède un paronyme, voir David Bradley.

David Dai Bradley est un acteur britannique qui a été révélé par son premier rôle de Billy Casper dans le film Kes de 1969 acclamé par la critique, et réalisé par Ken Loach.

## Biographie

### Carrière
Après son rôle dans le film Kes, David Dai Bradley joue en 1978 le rôle d’Arthur Dyson dans le film britannique d'Anthony Page Absolution (en)
Il joue ensuite le rôle de Kropp dans À l'Ouest, rien de nouveau, téléfilm américain réalisé par Delbert Mann en 1979.
Cette même année, il joue le rôle du soldat Williams dans L'Ultime Attaque (titre original : Zulu Dawn), film de guerre américano-néerlando-sud-africain réalisé par Douglas Hickox.

## Filmographie sélective

### Au cinéma
- 1969 : Kes de Ken Loach : Billy Casper
- 1973 : Malachi's Cove de Henry Herbert
- 1978 : Absolution (en) d'Anthony Page
- 1979 : L'Ultime Attaque (Zulu Dawn) de Douglas Hickox

### À la télévision
- 1979 : À l'Ouest, rien de nouveau de Delbert Mann